# 그랜트군 (조지아주)
그랜트군 또는 그랜트 카운티(Grant County)는 카린 슬로터의 소설에 등장하는 가공의 장소이다.
이 장소는 다음의 시리즈에서 볼 수 있다.
- Blindsighted, 2001
- Kisscut, 2002
- A Faint Cold Fear, 2003
- Indelible, 2004
- Faithless, 2005
- Beyond Reach/Skin Privilege, 2007

가상의 조지아 주 하츠데일 마을(가상의 그랜트 카운티)을 배경으로 하는 이 이야기는 세 명의 주인공의 관점에서 진행된다. 마을의 소아과 의사이자 시간제 검시관인 사라 린튼, 린튼의 남편이자 경찰서장 인 제프리 톨리버(Jeffrey Tolliver), 그리고 그의 부하인 레나 아담스(Lena Adams) 형사가 등장한다.